# Grand magasin Stockmann de Tampere
Le grand magasin Stockmann de Tampere (finnois : Stockmannin Tampereen-tavaratalo) est un grand magasin Stockmann situé dans le quartier de Kyttälä à Tampere en Finlande

## Présentation
Le grand magasin ouvre au printemps 1957. 
Il est ouvert depuis 1981 a son emplacement actuel à l'adresse Hämeenkatu 4. 
Le bâtiment du grand magasin a été agrandi à plusieurs reprises.

### Réparation des activités
- étage 2: cuisine et vaisselle; textiles; petits appareils; jardin; Akateeminen Kirjakauppa; Forex - change; café-restaurant Fazer; Power;

- étage 1 : mode, vêtements et chaussures pour hommes; la mode des femmes; service de mode; les valises; salle des enfants; Magasin de jouets XS Toys

- RdC : cosmétiques; bijoux et montres; mode, accessoires et chaussures pour femmes; sport; aliments entiers; pharmacie Syke; cafés Espresso House et Robert’s Coffee; coiffeur KM-Salonki; restaurant Hanko Sushi

- étage -1:  Pirkanmaan Osuuskauppa; Alko; Otto;  Posti;

- étage –2: Stationnement;

## Galerie

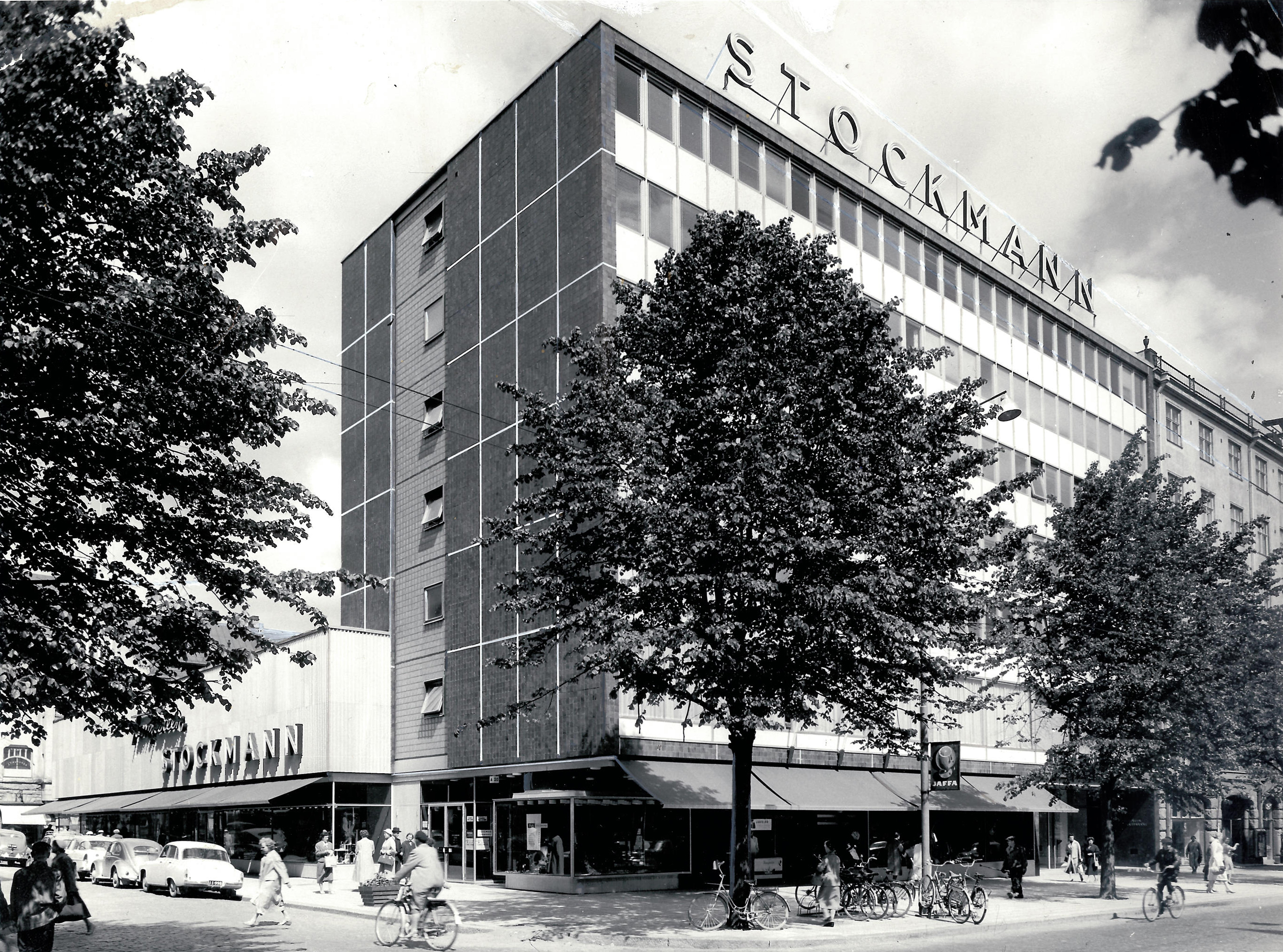
Tampere Stockmann à son emplacement d'origine Hämeenkatu 20.
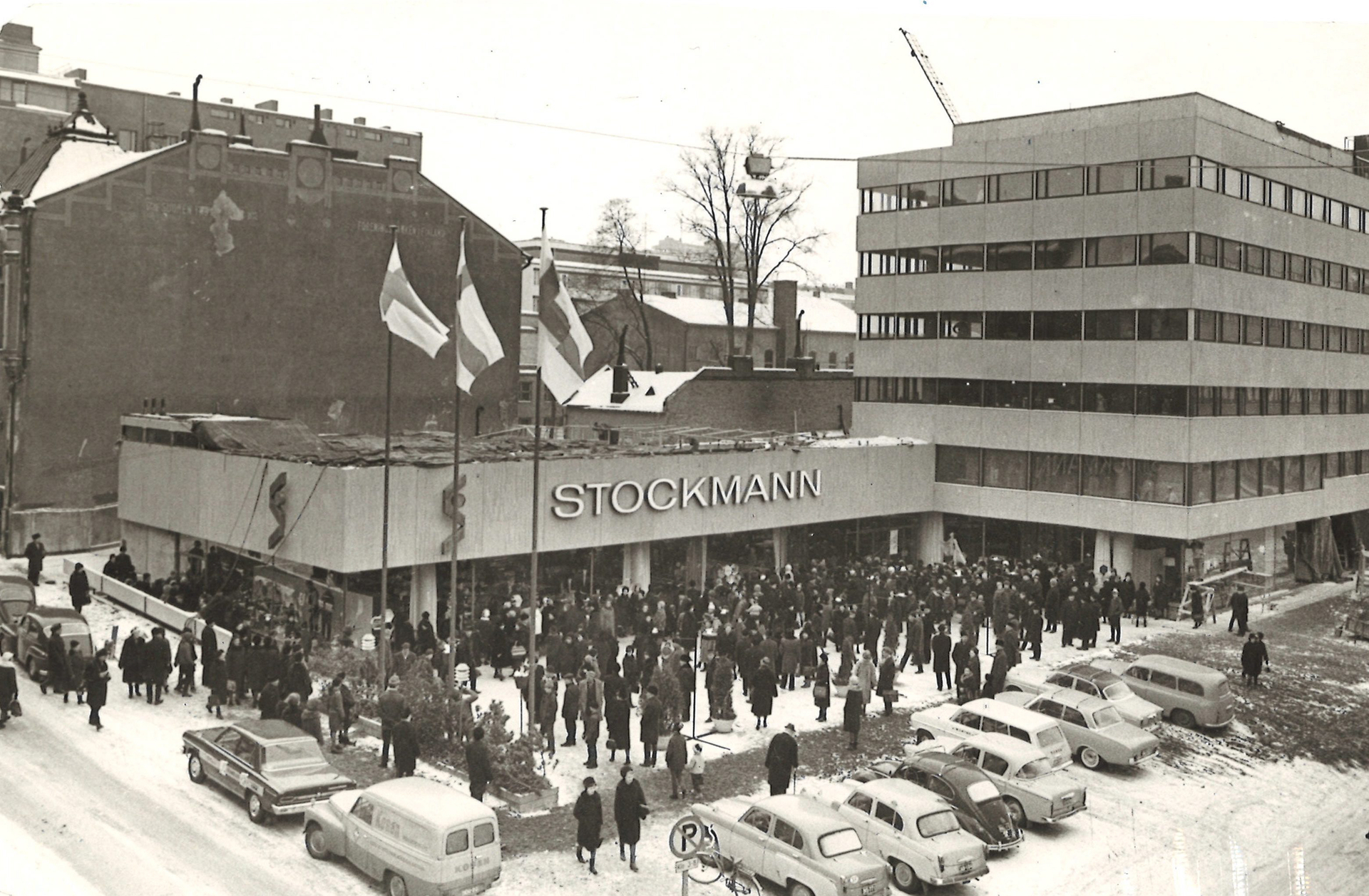
Ouverture de l'extension sur Kuninkaankatu en mars 1965.
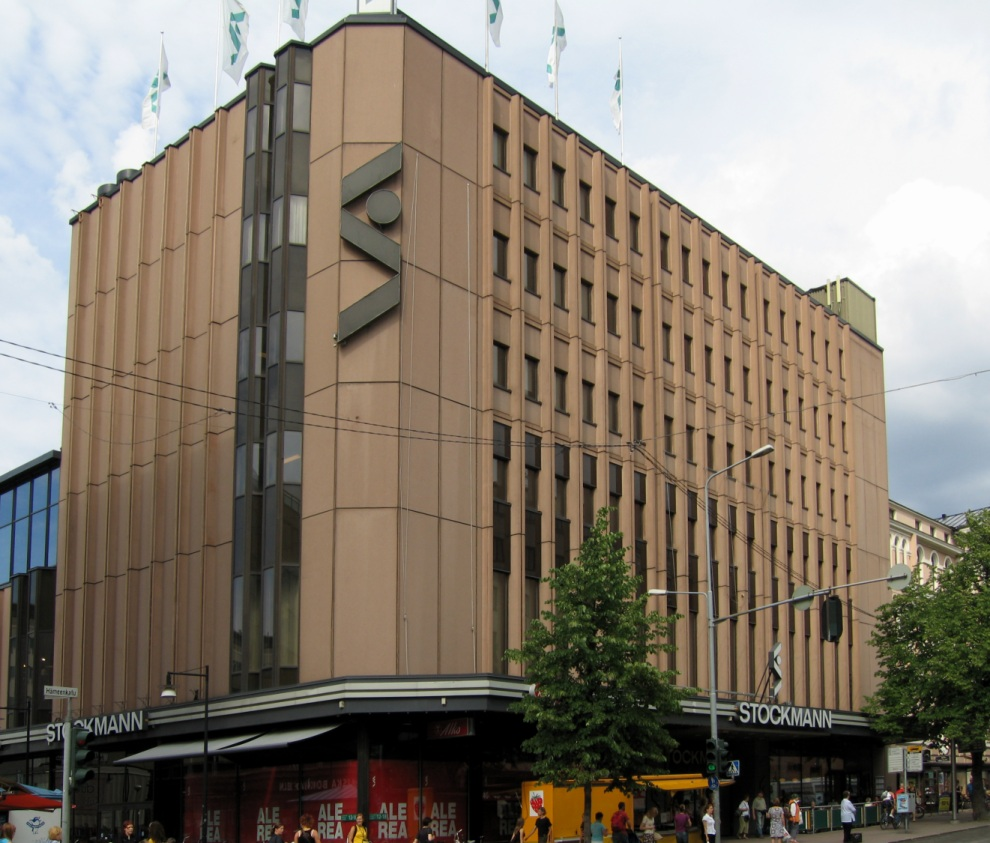
Façade principale de Stockmann en 2006, avant le dernier agrandissement.
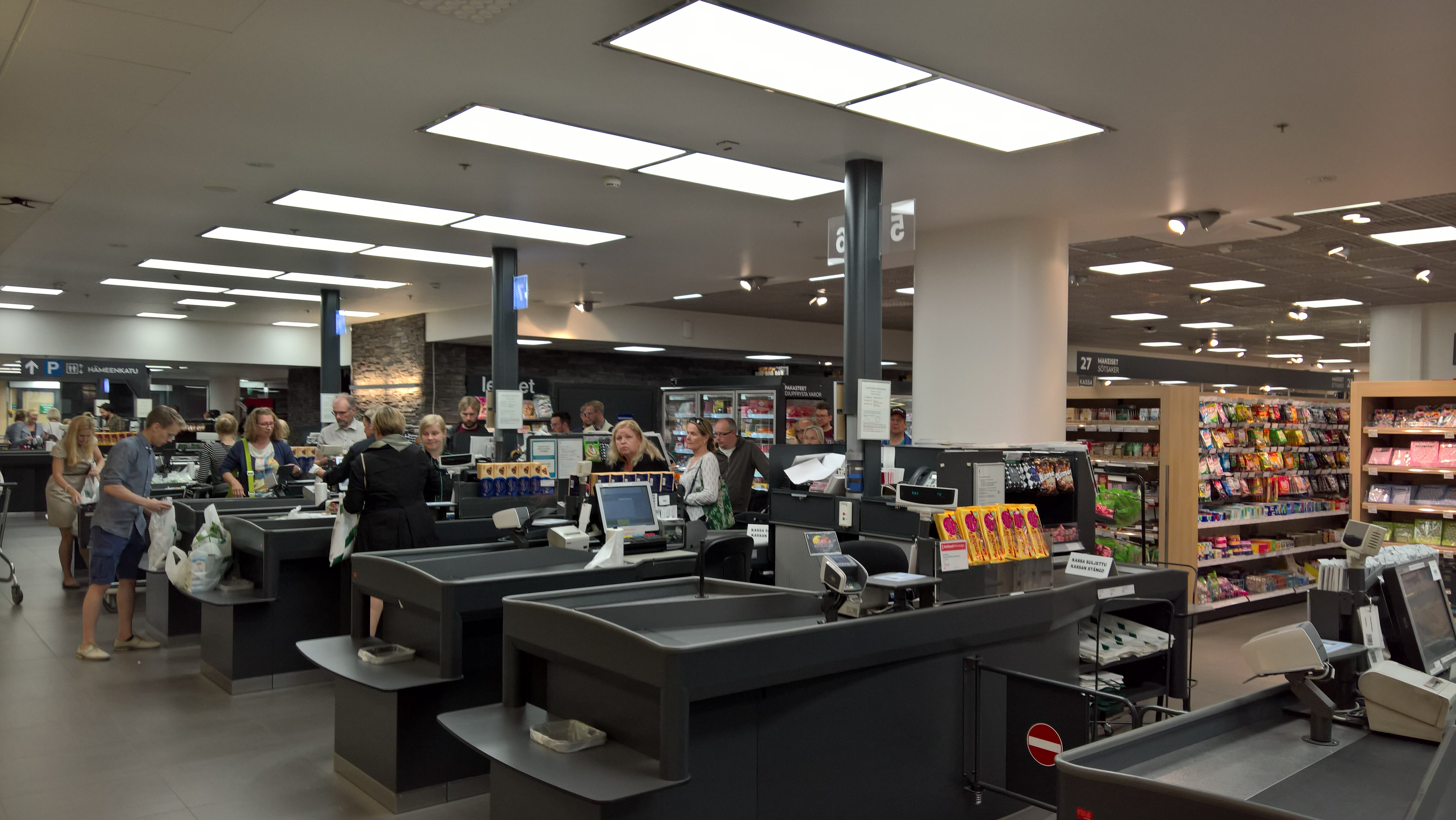
Caisse avant la fermeture du soir en 2016.